# Cinecircoli giovanili socioculturali
La rete dei Cinecircoli giovanili socioculturali, in acronimo CGS, è una delle 9 associazioni culturali senza scopo di lucro riconosciute a livello nazionale dal Ministero dei beni e delle attività culturali e del turismo – Direzione generale per il cinema e legata alla congregazione salesiana nata all'interno del movimento dei Cine Club degli anni '60 L'associazione aderisce e collabora con l’AGIS.

## Storia

### Il contesto: il movimento dei Cineclub
Se in Francia il movimento dei Cineclub aveva avuto un primo riconoscimento nazionale già negli anni '20 ed il 1947 vide la fondazione della prima rete internazionale riunita nella Fédération Internationale des Ciné-Clubs, nell'Italia del dopoguerra, lo scioglimento dei cineGUF aveva portato alla formazione di numerose organizzazioni, rendendo così difficile una interlocuzione efficace con le istituzioni statali. Bisognerà quindi aspettare la metà degli anni '60 con la legge nr. 1213 del 4 novembre 1965 per un vero riconoscimento giuridico dei Cineclub. La disgregazione politica di quegli anni, non permise mai però di raggiungere una voce unitaria per il movimento, che si divise in numerose organizzazioni distinte da orientamenti politico-ideologici, laici o religiosi.
La tradizione dei salesiani legata allo spettacolo risaliva già a Don Bosco ed alla sua idea di teatro, per cui realizzò anche un "regolamento del teatrino" che ne esaltava la funzione educativa e civile. L'opera dei salesiani non poteva quindi non continuare tale impostazione concettuale trasportandola all'interno del movimento dei Cineclub.

### 1967: la nascita del CGS
Se è vero che sul finire degli anni '60 alcuni ambiti della chiesa cattolica vedevano il cinema non senza una certa dose di sospetto, fu anche vero che questo non valse per i salesiani, che videro nel cinema una risorsa ed uno strumento di coagulo delle proprie comunità che già da tempo organizzavano eventi cinematografici tramite i C.N.O.S. ed i C.I.O.F.S.. Fu quindi proprio grazie alla nuova normativa sui circuiti dei cineclub che anche questi due enti giudicarono maturi i tempi per la costituzione di un proprio circuito di circoli rivolti al cinema, fondando così nel 1967 i Cinecircoli Giovanili Socioculturali, con lo scopo di promuovere e diffondere il cinema di qualità, finalizzando una continuativa opera di formazione educativa attraverso i mezzi di comunicazione sociale, l’Associazione C.G.S. si occupa sin dalla sua fondazione e attraverso le iniziative dei Cinecircoli affiliati, di curare cicli di proiezioni, cineforum, rassegne tematiche, retrospettive, presentazioni di libri, conferenze e seminari, iniziative teatrali, musicali e multimediali: tutte attività rivolte ad un pubblico eterogeneo ma prevalentemente composto da giovani, il che legittima peraltro le manifestazioni che da svariati anni i C.G.S. realizzano con le scuole di ogni ordine e grado. Il riconoscimento dell'allora Ministero del turismo e dello spettacolo avvenne poi nel 1968.